# Аппарат Кенига
Аппарат Кенига (маска Кенига) — историческое индивидуальное средство защиты органов дыхания пожарного, использовавшееся в начале XX века, предшественник современных систем газодымозащиты.
Аппарат, названный в честь изобретателя, был разработан в 1899 году инженером Кенигом — машинистом пожарной части немецкого города Альтоны (ныне город вошёл в состав Гамбурга). Инженер Кениг стремился создать устройство, которое могло бы защитить пожарного от угарного газа, при этом оставляя ему возможность свободного дыхания.
Аппарат Кенига представлял собой металлический шлем с двумя гофрированными шлангами, прикреплявшийся к костюму пожарного системой ремней. Один из шлангов соединялся с ручными мехами, нагнетающими воздух таким образом, что в шлеме можно было дышать. По этой же трубке осуществлялись переговоры с пожарным у мехов, при этом длина шланга могла достигать 50 метров. Второй шланг был соединён с запорным краном, прикреплённым к поясу пожарного и далее к напорному рукаву. Вода, поступавшая через кран в ороситель, обливала пожарного сверху подобно душу, что позволяло подойти ближе к очагу возгорания. Этот же рукав обеспечивал водой и брандспойт пожарного.
Шлем был оборудован очками из жаропрочного стекла и клапаном для выпускания выдыхаемого воздуха.
Норматив надевания аппарата Кенига составлял в Петрограде в 1923 году 65 секунд. Сначала инструкции предписывали надевать его в экипаже по дороге на пожар, однако позже от этого отказались, так как аппарат был нужен далеко не всегда, а его постоянное надевание способствовало быстрому износу.
Аппарат Кенига был первым механическим прибором, предназначенным для дымозащиты, и обеспечивающим пожарного воздухом на всё время работы. До него основным инструментом проникновения пожарного в задымлённое помещение была вуаль Винклера, представлявшая собой простую марлевую сетку, пропитанную раствором соды. На то время аппарат стал значительным достижением техники индивидуальной защиты, однако он не был лишён и серьёзных недостатков. В число последних входила массивность (вес устройства составлял более 3 килограммов); необходимость постоянной работы двух человек на ручных мехах (нагнетающих воздух и воду); неполная герметичность; скованность действий пожарного из-за воздушного шланга. В 1914 году в Санкт-Петербурге погиб пожарный, отправившийся в аппарате Кенига в горящее помещение склада. Закрывшаяся тяжёлая дверь, окованная металлом, пережала шланг подачи воздуха, а пожарный не смог вовремя снять тяжёлый шлем, запутавшись в ремнях.
В начале 1930-х годов на смену аппарату Кенига пришёл дыхательный прибор Вассермана. Конструктивно он был похож на предшественника, однако стал уже автономным: оборудован баллонами со сжатым воздухом и компрессором, а также электрическим телефоном.